# Wereldatleet van het jaar
De titel van Wereldatleet van het jaar (Engels: World Athlete of the Year) wordt jaarlijks uitgereikt aan de beste atleet en atlete van het jaar, door een jury van specialisten gekozen uit de top-atleten op de wereldranglijst van de wereld-atletiekbond World Athletics. De prijzen worden sedert 2003 uitgereikt op een gala in Monaco. De winnaars krijgen tevens een prijs van 100.000 Amerikaanse dollar.

## Lijst van winnaars
| Jaar | Atlete                   | Nationaliteit       | Atleet             | Nationaliteit       |
| ---- | ------------------------ | ------------------- | ------------------ | ------------------- |
| 1988 | Florence Griffith-Joyner | Verenigde Staten    | Carl Lewis         | Verenigde Staten    |
| 1989 | Ana Fidelia Quirot       | Cuba                | Roger Kingdom      | Verenigde Staten    |
| 1990 | Merlene Ottey            | Jamaica             | Steve Backley      | Verenigd Koninkrijk |
| 1991 | Katrin Krabbe            | Duitsland           | Carl Lewis         | Verenigde Staten    |
| 1992 | Heike Henkel             | Duitsland           | Kevin Young        | Verenigde Staten    |
| 1993 | Sally Gunnell            | Verenigd Koninkrijk | Colin Jackson      | Verenigd Koninkrijk |
| 1994 | Jackie Joyner-Kersee     | Verenigde Staten    | Noureddine Morceli | Algerije            |
| 1995 | Gwen Torrence            | Verenigde Staten    | Jonathan Edwards   | Verenigd Koninkrijk |
| 1996 | Svetlana Masterkova      | Rusland             | Michael Johnson    | Verenigde Staten    |
| 1997 | Marion Jones             | Verenigde Staten    | Wilson Kipketer    | Denemarken          |
| 1998 | Marion Jones             | Verenigde Staten    | Haile Gebrselassie | Ethiopië            |
| 1999 | Gabriela Szabó           | Roemenië            | Michael Johnson    | Verenigde Staten    |
| 2000 | Marion Jones             | Verenigde Staten    | Jan Železný        | Tsjechië            |
| 2001 | Stacy Dragila            | Verenigde Staten    | Hicham El Guerrouj | Marokko             |
| 2002 | Paula Radcliffe          | Verenigd Koninkrijk | Hicham El Guerrouj | Marokko             |
| 2003 | Hestrie Cloete           | Zuid-Afrika         | Hicham El Guerrouj | Marokko             |
| 2004 | Jelena Isinbajeva        | Rusland             | Kenenisa Bekele    | Ethiopië            |
| 2005 | Jelena Isinbajeva        | Rusland             | Kenenisa Bekele    | Ethiopië            |
| 2006 | Sanya Richards           | Verenigde Staten    | Asafa Powell       | Jamaica             |
| 2007 | Meseret Defar            | Ethiopië            | Tyson Gay          | Verenigde Staten    |
| 2008 | Jelena Isinbajeva        | Rusland             | Usain Bolt         | Jamaica             |
| 2009 | Sanya Richards           | Verenigde Staten    | Usain Bolt         | Jamaica             |
| 2010 | Blanka Vlašić            | Kroatië             | David Rudisha      | Kenia               |
| 2011 | Sally Pearson            | Australië           | Usain Bolt         | Jamaica             |
| 2012 | Allyson Felix            | Verenigde Staten    | Usain Bolt         | Jamaica             |
| 2013 | Shelly-Ann Fraser-Pryce  | Jamaica             | Usain Bolt         | Jamaica             |
| 2014 | Valerie Adams            | Nieuw-Zeeland       | Renaud Lavillenie  | Frankrijk           |
| 2015 | Genzebe Dibaba           | Ethiopië            | Ashton Eaton       | Verenigde Staten    |
| 2016 | Almaz Ayana              | Ethiopië            | Usain Bolt         | Jamaica             |
| 2017 | Nafissatou Thiam         | België              | Mutaz Essa Barshim | Qatar               |
| 2018 | Caterine Ibargüen        | Colombia            | Eliud Kipchoge     | Kenia               |
| 2019 | Dalilah Muhammad         | Verenigde Staten    | Eliud Kipchoge     | Kenia               |
| 2020 | Yulimar Rojas            | Venezuela           | Armand Duplantis   | Zweden              |
| 2021 | Elaine Thompson-Herah    | Jamaica             | Karsten Warholm    | Noorwegen           |
| 2022 | Sydney McLaughlin        | Verenigde Staten    | Armand Duplantis   | Zweden              |
| 2023 | Faith Kipyegon           | Kenia               | Noah Lyles         | Verenigde Staten    |
| 2023 | Yulimar Rojas            | Venezuela           | Armand Duplantis   | Zweden              |
| 2023 | Tigist Assefa            | Ethiopië            | Kelvin Kiptum      | Kenia               |
| 2024 | Sifan Hassan             | Nederland           | Letsile Tebogo     | Botswana            |